# Aedes aurites
Aedes aurites är en tvåvingeart som först beskrevs av Theobald 1907.  Aedes aurites ingår i släktet Aedes och familjen stickmyggor.
Artens utbredningsområde är Jamaica. Inga underarter finns listade i Catalogue of Life.